# Chris Olave
Christian Josiah „Chris“ Olave (geboren am 27. Juni 2000 in San Ysidro, Kalifornien) ist ein US-amerikanischer American-Football-Spieler auf der Position des Wide Receivers. Er spielte College Football für die Ohio State Buckeyes und wurde in der ersten Runde des NFL Draft 2022 von den New Orleans Saints ausgewählt. 

## College
Olave besuchte die Eastlake High School im kalifornischen Chula Vista und wechselte nach seinem zweiten Highschool-Jahr auf die Mission Hills High School in San Marcos. Wegen seines Schulwechsels spielte er als Junior kein Football. Neben Football spielte er auch Basketball und war als Leichtathlet aktiv.
Ab 2018 ging Olave auf die Ohio State University und spielte dort College Football für die Ohio State Buckeyes. Als Freshman wurde er zunächst kaum eingesetzt und fing in den ersten neun Spielen nur zwei Pässe bei deutlichen Siegen der Buckeyes. Nach dem verletzungsbedingten Ausfall von Austin Mack sah Olave mehr Einsatzzeit und fing in den verbleibenden fünf Partien 10 Pässe für 178 Yards und zwei Touchdowns. Zudem wurde Olave in den Special Teams eingesetzt und konnte gegen die Michigan Wolverines einen Punt blocken. Dies gelang ihm am dritten Spieltag der Saison 2019 gegen die Indiana Hoosiers ein zweites Mal. Als Wide Receiver entwickelte Olave sich 2019 zu einer der wichtigsten Anspielstationen von Quarterback Justin Fields. Er fing 46 Pässe und führte mit 849 Yards Raumgewinn und 12 Touchdowns jeweils sein Team an. In der durch die COVID-19-Pandemie in den Vereinigten Staaten verkürzten Saison 2020 bestritt er nur sieben Spiele mit Ohio State, in denen er 50 Pässe für 729 Yards und neun Touchdowns fangen konnte. Er zog mit den Buckeyes in das College Football Playoff National Championship Game ein, das sie gegen die Alabama Crimson Tide verloren. Olave wurde 2020 in das All-Star-Team der Big Ten Conference gewählt.
Obwohl weitgehend erwartet worden war, dass Olave sich für den NFL Draft 2021 anmelden würde, entschloss er sich, noch eine weitere Saison am College für die Buckeyes zu spielen. Olave fing in der Saison 2021 65 Pässe für 936 Yards und 13 Touchdowns, er wurde erneut in das All-Star Team der Big Ten Conference gewählt.

## NFL
Olave wurde im NFL Draft 2022 an elfter Stelle von den New Orleans Saints ausgewählt. Im September seiner ersten NFL-Saison wurde er als Offensive Rookie of the Month ausgezeichnet. Olave bestritt 15 Spiele, zwei verpasste er verletzungsbedingt. Er fing insgesamt 72 Pässe für 1042 Yards, jeweils Höchstwerte bei den Saints in dieser Saison, und vier Touchdowns. Als dritter Rookie der Saints nach Marques Colston (2006) und Michael Thomas (2016) knackte Olave die 1000-Yards-Marke. Dies gelang ihm auch in seinem zweiten Jahr in der NFL, in dem er 87 Pässe für 1123 Yards und fünf Touchdowns fing.

### NFL-Statistiken
| 2022                               | NO    | 15 | 9  | 72  | 1.042 | 14,5 | 53 | 4  | 2 | 2 |
| 2023                               | NO    | 16 | 11 | 87  | 1.123 | 12,9 | 51 | 5  | 0 | 0 |
| 2024                               | NO    | 8  | 8  | 32  | 400   | 12,5 | 39 | 1  | 1 | 1 |
| Total                              | Total | 39 | 28 | 191 | 2.565 | 13,4 | 53 | 10 | 3 | 3 |
| Quelle: pro-football-reference.com |       |    |    |     |       |      |    |    |   |   |